# Mario Zampi
Mario Zampi est un producteur, réalisateur et scénariste italien, né le 1er novembre 1903 à Sora et décédé le 2 décembre 1963 à Londres, qui a fait sa carrière essentiellement en Grande-Bretagne.

## Filmographie

### Comme producteur
- 1938 : Tredici uomini e un cannone (en)
- 1940 : En français, messieurs (French Without Tears) d'Anthony Asquith
- 1940 : Spy for a Day (en)
- 1941 : Radio libre (Freedom Radio) d'Anthony Asquith
- 1947 : The Phantom Shot (en)
- 1948 : Banco (en) (Third Time Lucky) de Gordon Parry
- 1948 : The Fatal Night (en)
- 1950 : Shadow of the Past (en)
- 1950 : Come Dance with Me (en)
- 1950 : Cette sacrée jeunesse (The Happiest Days of Your Life)
- 1951 : Rires au paradis (Laughter in Paradise)
- 1952 : Ultra secret (en) (Top Secret)
- 1954 : Héritages et vieux fantômes (Happy Ever After)
- 1955 : C'est formidable d'être jeune (Now and Forever)
- 1957 : La Vérité presque nue (The Naked Truth)
- 1959 : Ni fleurs ni couronnes (Too Many Crooks)
- 1960 : Bottoms Up (en)

### Comme réalisateur
- 1940 : Spy for a Day (en)
- 1947 : The Phantom Shot (en)
- 1948 : The Fatal Night (en)
- 1950 : Shadow of the Past (en)
- 1950 : Come Dance with Me (en)
- 1951 : Rires au paradis (Laughter in Paradise)
- 1952 : J'ai choisi l'amour (Ho scelto l'amore)
- 1952 : Ultra secret (en) (Top Secret)
- 1954 : Héritages et vieux fantômes (Happy Ever After)
- 1955 : C'est formidable d'être jeune (Now and Forever)
- 1957 : La Vérité presque nue (The Naked Truth)
- 1959 : Ni fleurs ni couronnes (Too Many Crooks)
- 1960 : Bottoms Up (en)
- 1961 : Cinq Heures payées comptant (Five Golden Hours)

### Comme scénariste
- 1952 : J'ai choisi l'amour (Ho scelto l'amore)